# Tiago Alves Costa
Tiago Alves da Costa (Vila Nova de Famalicão) és un escriptor i poeta portuguès, resident a Barcelona.

## Biografia
La seva vida professional i literària s'ha desenvolupat sobretot a Galícia, on ha estat un element actiu en la dinamització de projectes que posen en contacte les manifestacions artístiques, culturals i humanes d'aquest país amb Portugal.
En 2017 va esdevenir el primer escriptor portuguès a formar part de l'Associació d'Escriptors en Llengua Gallega (AELG). Aquest mateix any es va fer membre de l'Associació Gallega de la Llengua (AGAL). La seva obra literària va ser publicada a Portugal, Galícia i al Brasil. Els seus llibres Mecanismo de Emergência (Através Editora, 2016) i Žižek Vai ao Ginásio (Através Editora, 2019 i Edicions Macondo, 2020) van rebre la Menció d'Honor en el Premi Internacional de Poesia Glòria de Sant'Anna. La seva obra poètica ha estat publicada internacionalment en diverses revistes i antologies on es destaquen l'Antología de Poesía Iberoamericana Actual (ExLibric, 2018) i la World Anthology Border: Blurred & Political (Borders in Globalization Review, Canadà 2021).
Ha col·laborat en projectes multidisciplinaris amb diversos artistes, on es destaca el director de cinema Roi Fernández, el treball creatiu del qual s'ha desenvolupat en la construcció de pel·lícula-poemes i sessions de "Live Cinema" a partir dels seus textos Assobiar com os dedos i Os Americanos!. La seva obra A porta do reconhecimento va ser premiada en la 27è edició del Certamen de Narració Breu Manuel Murguía (Arteixo).
Alves Costa escriu textos i adaptacions per teatre, tals com CUBO (obra finalista dels XXVI Premis de Teatre María Casares) i l'obra Revolution - Titulo Provisório, una coproducció de quatre companyies de teatre portugueses (Asta, Teatrão, Baal17 i D`Orfeu). Va ser codirector de la revista digital d'arts i lletres Palavra Comum des del 2018 fins al 2023. Forma part del consell editorial de la revista moçambiquesa d'arts i lletres KILIMAR. És editor i fundador de la revista Quiasmo.
És el coordinador de l'Antologia de Poesia en Llengua Portuguesa A Boca no Ouvido de Alguém. Reuneix 42 poetes nascuts a partir de 1975 i els països del qual d'origen són Galícia, Brasil, Portugal, Cap Verd, São Tomé i Príncipe, Angola, Moçambic i Guinea Bissau.